# Festivalul Național de Cântece Poloneze din Opole
Festivalul Național de Cântece Poloneze din Opole (în poloneză Krajowy Festiwal Piosenki Polskiej w Opolu, KFPP) este un festival muzical anual din Opole, Polonia. Împreună cu Festivalul Sopot, este unul dintre cele mai importante două festivaluri de muzică din Polonia. Festivalul Opole este menit ca un rezumat al realizărilor din anul precedent de compozitori polonezi și artiștii interpreți sau executanți. De asemenea, este cel mai important eveniment cultural din Opole, cu o tradiție ce datează de mai bine de 50 de ani. Are loc, de obicei, la sfârșitul lunii iunie, din 2011 cu durata de două zile (vineri și sâmbătă). În timpul KFPP atât hiturile din sezonul trecut și de debut sunt efectuate melodii noi, există, de asemenea, un turneu de realizare a debuturilor.
Înființat în 1963, este patronat tradițional de Polskie Radio și Telewizja Polska, precum și Societatea Prietenii din Opole. Singurul an în care Festivalul nu a avut loc a fost în 1982, datorită legii marțiale din Polonia. Din 1980 a inclus o secțiune de muzică rock și din 2001 o secțiune hip-hop. Premiile acordate la festival sunt:
- Karolinka - Premiul Anna Jantar, pentru câștigătorul show-lui Debiuty (Debuts),
- Grand Prix - Premiul Karol Musioł, pentru cea mai bună premieră e unei piese, acordată de juriu
- Kryształowy Kamerton (Crystal Tuning Fork), pentru cel mai bun autor / compozitor,
- Superjedynka (Super One) - din 2000, acordate în mai multe categorii (cântăreț, cântec, trupă, muzică pop, muzică rock, muzică hip-hop, muzică alternativă, videoclip, eveniment muzical al anului).

Festivalul are loc la Millennium Amphitheatre (Amfiteatr Tysiąclecia), care a fost deschis în iunie 1963 în timp pentru primul festival. Amfiteatrul a fost construit la inițiativa primarului Opole, Karol Musioł, și proiectat de arhitectul Florian Jesionowski. El a devenit unul din simbolurile orașului Opole, și se află în locul în care a fost cândva o așezare timpurie slavă. Ruine bine conservate de case din lemn și urme de trotuare au fost descoperite de arheologi, care a sugerat deschiderea unui muzeu Opole la fața locului. În primăvara anului 2011, amfiteatrul a fost renovat, iar capacitatea sa a fost redusă de la 4.800 la 3.653 de locuri.